# Kamsjön, Västergötland
Kamsjön är en sjö i Borås kommun i Västergötland och ingår i Ätrans huvudavrinningsområde.